# Sun in the House of the Scorpion
«Sun in the House of the Scorpion» — другий студійний альбом Blood of Kingu, випущений 24 травня 2010 року.

## Список композицій
На відміну від попереднього запису сайду «De Occulta Philosophia» є колективною працею, до котрої приєдналися майже усі тогочасні виконавці задіяні в Drudkh окрім ударника, місце котрого посів Юрій Синицький з Violent Omen. Дизайн оформлення диску Sir Gorgoroth. Для оформлення використано роботу Здзіслава Бексінського.
| #     | Назва                                                    | Тривалість |
| ----- | -------------------------------------------------------- | ---------- |
| 1.    | «Herald of the Aeon of Darkness» (інструментальна)       | 00:57      |
| 2.    | «Those That Wander Amidst the Stars»                     | 04:22      |
| 3.    | «Cyclopean Temples of the Old Ones»                      | 04:27      |
| 4.    | «Incantation of He Who Sleeps»                           | 10:26      |
| 5.    | «Guardians of Gateways to Outer Void»                    | 05:49      |
| 6.    | «Ceremonies to Awake Thy Ageless Hate»                   | 03:59      |
| 7.    | «Morbid Black Dreams Bringing Madness» (інструментальна) | 02:07      |
| 8.    | «Gate of Nanna» (переспів Beherit)                       | 04:33      |
| 36:40 |                                                          |            |

## Склад гурту на момент запису
- Роман Саєнко — вокал, гітара, клавішні
- Thurios — гітара
- Krechet — бас
- Юрій Синицький — ударні